# You Don’t Love Me (singel Sickotoya)
You Don’t Love Me – singel rumuńskiego DJ-a i producenta Sickotoya z gościnnym udziałem rumuńskiej piosenkarki Roxen. Kompozycja została wydana 12 sierpnia 2019 roku.
Utwór znalazł się na 3. miejscu listy Airplay 100, najczęściej odtwarzanych utworów w rumuńskich rozgłośniach radiowych. Produkcja dotarła także na 7. miejsce zestawienia najczęściej odtwarzanych utworów w bułgarskich rozgłośniach radiowych.

## Powstanie utworu i historia wydania
Utwór napisała rumuńska piosenkarka i autorka tekstów Minelli. Za produkcję odpowiada Sebastian Barac, Marcel Botezan i Alexandru Cotoi.
Singel ukazał się w formacie digital download 12 sierpnia 2019 globalnie za pośrednictwem wytwórni płytowej Global Records. Dodatkowo po premierze wydano jeden remiks i wersję klubową.

## „You Don’t Love Me” w stacjach radiowych
Nagranie było notowane na 3. miejscu w zestawieniu Airplay 100, najczęściej odtwarzanych utworów w rumuńskich rozgłośniach radiowych. Utwór zajął także 6. miejsce na takiej samej liście, tyle że publikowanej przez organizację Media Forest. Kompozycja dotarła również na 3. miejsce w zestawieniu najczęściej odtwarzanych teledysków w rumuńskich stacjach telewizyjnych. Produkcja została zanotowana także na 7. miejscu listy PROPHON, najczęściej odtwarzanych utworów w bułgarskich rozgłośniach radiowych. Singel dotarł na 970. miejsce na liście najczęściej odtwarzanych utworów w stacjach telewizyjnych położonych na terenie Wspólnoty Niepodległych Państw. Piosenka została dodana do playlist radiostacji na terenach wielu państw, w tym m.in. Francji, Hiszpanii, Rosji i Stanów Zjednoczonych.

## Teledysk
Do utworu powstał teledysk wyreżyserowany przez Ralucę Netcę, który udostępniono w dniu premiery singla za pośrednictwem serwisu YouTube. Do 4 lipca 2023 klip odtworzono ponad 12 milionów razy. Klip został wyreżyserowany przez Ralucę Netca, a Alexandru Mureșan został zatrudniony jako operator filmowy. Loops Production przeprowadziło produkcję, a montaż zapewniło bmabid.

## Lista utworów
- Digital download[2]

1. „You Don’t Love Me” – 3:03

- Digital download (Wersje alternatywne)[3]

1. „You Don’t Love Me” (feat. Roxen) [Mephisto & James Miller Remix] – 2:44
2. „You Don’t Love Me” (feat. Roxen) [Club Edit] – 3:39

## Notowania

### Pozycje na listach airplay
| Kraj     | Lista (2019)          | Najwyższa pozycja |
| -------- | --------------------- | ----------------- |
| Bułgaria | PROPHON               | 7                 |
| Rumunia  | Airplay 100           | 3                 |
| Rumunia  | Romania Radio Airplay | 6                 |
| Rumunia  | Romania TV Airplay    | 3                 |
| WNP      | Tophit Radio Chart    | 970               |